# Агнешка Мелех
Агнешка Мелех (пол. Agnieszka Mielech; 1969, Білосток) — польська дитяча письменниця.

## Біографія
Писати почала з ранніх років, перша книжка із серії «Емі і Таємний Клуб Супердівчат» вийшла друком у 2013. 
Випускниця полоністичних студій, також здобула післядипломну освіту «Література для дітей та підлітків у контексті сучасних викликів» при Інституті польської літератури Варшавського університету. Вивчала «Маркетинг» у Варшавській школі економіки та Executive MBA. 
Основна робота пов’язана з дистрибуцією фільмів. Протягом десяти років працювала у польській філії Warner Home Video. 
Авторка книжок для дітей серії «Емі і Таємний Клуб Супердівчат», що вийшли у видавництві «Wilga» (Grupa  Wydawnicza Foksal), а також – «Яга Чеколяда і таємна вежа» та «Яга Чеколяда і володарі вітру». 
Мама дівчинки-підлітка Басі.

## «Емі і Таємний Клуб Супердівчат»
Це перша книжка з серії польської письменниці Агнешки Мелех про допитливу шестирічку, яка обожнює таємниці. На дошкільній підготовці Емі разом з подружками засновує Таємний Клуб Супердівчат. Що ж таємничого може трапитися в житті дошколярок? Невже загадкові люди в аеропорту настільки підозрілі, що дівчаткам доводиться шпигувати за ними навіть в оперному театрі? Таємний Клуб просто-таки полює на таємниці, а якщо їх нема – дівчата вигадують їх самі.

## «Емі і Таємний Клуб Супердівчат. Гурток іспанської»
Пригоди Емі і Таємного Клубу тривають! Навчання у підготовчій групі добігло кінця — і дівчата пішли у перший клас. Там на них чекають нові пригоди й нові загадки. Куди зникла папуга Базіка зі шкільного звіринця і як її розшукати? Чому вчителька іспанської мови так підозріло поводиться? А її велетенська коробка, яку вона притягла до школи, здається... розмовляє! Щоб розплутати всі таємниці, Емі разом із подружками доведеться виявити неабияку кмітливість. Буде весело!.

## «Емі і Таємний Клуб Супердівчат. На сцені»
Третя книжка з серії про допитливу дівчинку, яка обожнює таємниці.
Ворожіння на день святого Андрія справджується! Емі, Флора та їхні батьки їдуть до Італії. Там вони знайомляться із красномовним Лючано й довідуються про таємницю одного театру. Повернувшись із мандрівки, дівчата записуються до театральної академії.
У день їхнього великого дебюту все йде не за планом! Прем’єра вистави «Чарівник країни Оз» повисла на волосинці… Чи встигне Таємний Клуб Супердівчат врятувати виставу? І яка незвичайна помічниця стане дівчатам у пригоді?.

## «Емі і Таємний Клуб Супердівчат. Слідство під час канікул»
Уррра! Почалися канікули!
Уже не треба рано вставати і щодня робити уроки! Емі, Флора, Фау та Франек їдуть у село Жаб’ячий Ріг до бабусі Емі. Літо в будиночку біля річки минає чудово: можна веселитися в саду, ходити по чорниці, будувати курінь і кататися верхи. Але в Таємному Клубі Супердівчат канікул не буває! Адже з бібліотеки Жаб’ячого Рогу кудись зникають книжки. Цікаво, чи це книгогризи постаралися, чи хтось навмисне вирішив завдати шкоди книгозбірні? Наші друзі беруться до справи! Чи вдасться їм розплутати і цю загадку? Читайте вже в четвертій частині!.

## «Емі і Таємний Клуб Супердівчат. Коні й лошата»
До Таємного Клубу Супердівчат надходить зашифрований лист. Яка загадка криється в тому листі і хто його прислав? Чи вдасться п’ятьом друзям його розшифрувати? Слід приводить їх до клубу верхової їзди «Коні й лошата».
Дівчата разом із Франеком вчаться їздити верхи, а також знайомляться з мешканцями кінного двору: козою Мекою, кішкою-мандрівницею Срібною Лолою та її котенятами, а також із прегарними конями — Ґренадою та Фіґаро. Але діти прикипають серцем до старенької кобили Брави. Таємний Клуб має виявити неабияку кмітливість, аби знайти для неї нову домівку.
Тож готуйтеся: операція «Брава» розпочалася!.

## Переклади українською
- Агнєшка Мєлех. Емі і Таємний Клуб Супердівчат. — Л. : Видавництво Старого Лева, 2019. — 176 с. — ISBN 978-617-679-755-5.
- Агнєшка Мєлех. Емі і Таємний Клуб Супердівчат. Гурток іспанської. — Л. : Видавництво Старого Лева, 2020. — 152 с. — ISBN 978-617-679-790-6.
- Агнєшка Мєлех. Емі і Таємний Клуб Супердівчат. На сцені. — Л. : Видавництво Старого Лева, 2020. — 176 с. — ISBN 978-617-679-806-4.
- Агнєшка Мєлех. Емі і Таємний Клуб Супердівчат. Слідство під час канікул. — Л. : Видавництво Старого Лева, 2021. — 176 с. — ISBN 978-617-679-868-2.
- Агнєшка Мєлех. Емі і Таємний Клуб Супердівчат. Коні й лошата. — Л. : Видавництво Старого Лева, 2021. — 176 с. — ISBN 978-617-679-876-7.
- Агнєшка Мєлех. Щоденник супердівчини. Плануй свій рік з Емі!. — Л. : Видавництво Старого Лева, 2021. — 200 с. — ISBN 978-617-679-942-9.